# Landsslaaf
Landsslaaf, ook wel compagnieslaaf of gouvernementsslaaf of in het Papiaments Katibu di Rei (slaaf van de koning) is een slaaf in eigendom van de (koloniale) overheid of haar institutionele voorganger; de Compagnie (VOC, WIC), de Sociëteit of het Gouvernement der kolonie.
De landsslaaf staat tegenover de privéslaaf, die particulier eigendom is, dat wil zeggen behorende tot een natuurlijke persoon.
Het gaat dus om de eigendomssituatie. Het begrip landsslaaf staat los van het onderscheid dat wel eens gemaakt wordt tussen een huisslaaf en een landslaaf (met één s), in de betekenis van werkzaam in het huis(houden) cq op het land (ook wel plantage- of veldslaaf genoemd)
In 1688 bezat de VOC in Oost-Indië 4.127 compagnieslaven op een totaal van naar schatting 66.000 'Nederlandse' slaven in hetzelfde gebied. Enkele bekende Nederlandse landsslaven in West-Indië zijn Cupido & Sideron, Quassie van Timotibo en Thico.
De koloniale overheid kon in het bezit komen van slaven door kolonisatie (verovering), kaapvaart, slavenhandel, koloniaal strafrecht en overige wetgeving. Zo vervielen zieke- of melaatse slaven die waren opgesloten in leprozerieën aan de overheid; over hen werd bij de afschaffing van de slavernij in het Koninkrijk der Nederlanden geen tegemoetkoming betaald.